# Nikolaevo (ville)
Nikolaevo (Николаево en bulgare) est une ville du centre-sud de la Bulgarie. Elle est située dans l'oblast de Stara Zagora. La ville est le siège de l'obchtina de Nikolaevo

## Personnalités liées à la commune
- Nikolay Genchev, historien et ancien recteur de l'Université Saint-Clément d'Ohrid de Sofia de 1991 à 1993[2].